# Centro Johnson Geo
El centro Johnson Geo es un centro de interpretación geológica ubicado en Signal Hill, en San Juan de Terranova. La mayor parte del centro se encuentra bajo tierra, en una formación glaciar excavada que muestra un lecho de roca. El museo lleva el nombre del filántropo Paul Johnson y abrió sus puertas en 2002.
El edificio está diseñado para tomar ventaja de las características geológicas de Signal Hill, donde la mayor parte de la estructura expone formaciones rocosas naturales. La zona era originalmente un área con gran abundancia de turba que fue extraída y sobre cuyo vaciado se construyó una estructura de vidrio recubierto. El edificio fue construido a través de la Fundación de la Familia Johnson con un costo de doce millones. El edificio utiliza un sistema de calefacción y de refrigeración a través de seis pozos geotérmicos perforados hasta una profundidad de 500 pies.